# Julius Scheiner
Julius Scheiner, född den 25 november 1858 i Köln, död den 20 december 1913 i Potsdam, var en tysk astronom.

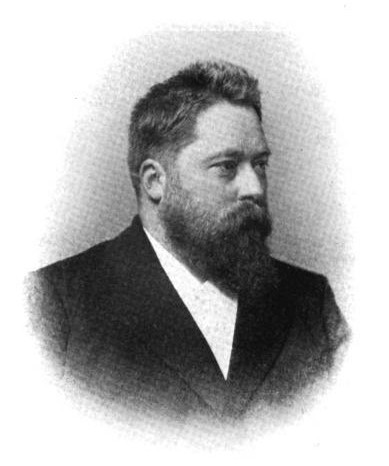
Julius Scheiner.

Scheiner blev 1881 assistent vid observatoriet i Bonn och 1887 vid observatoriet i Potsdam, där han 1894 blev utnämnd till observator och 1900 till förste observator. Sedan 1894 var han därjämte extra ordinarie professor vid Berlins universitet. Hans arbeten rörde sig huvudsakligen inom astrofysikens, astrofotografiens och stellarastronomiens områden. Under sin första tid i Potsdam fördes han av Hermann Carl Vogel in på undersökningar över stjärnornas rörelser genom spektrografiska bestämningar av spektrallinjernas förskjutningar. Genom undersökningar över linjeförskjutningarna hos den bekanta variabla stjärnan Algol lyckades Vogel och Scheiner 1889 uppvisa dubbelstjärnnaturen hos Algol och alla stjärnor av den så kallade Algoltypen. En annan frukt av dessa spektrografiska arbeten var Scheiners stora verk Untersuchungen über die Spectra der helleren Sterne nach photographischen Aufnahmen (1895). 
Scheiner deltog även på ett ingående sätt i förarbetena för den stora fotografiska himmelskartan, lämnade en mängd värdefulla bidrag till utvecklingen av de astrofotografiska teorierna och metoderna samt ledde och utgav även de delar av arbetet, som kom på Potsdamobservatoriets lott. Också inom den fotografiska fotometrien utförde han ett flertal betydelsefulla arbeten. Bland hans astrofotografiska arbeten må f. ö. särskilt framhållas de på sätt och vis i sin art banbrytande Der grosse Sternhaufen im Hercules, Messier 13 (1892) och Ausmessung des Orionnebels nach photographischen Aufnahmen (1895). Scheiner ville genom ytterst noggranna uppmätningar av läget hos de olika stjärnorna inom stjärnhopen och hos de olika partierna av nebulosan skaffa en grundval för framtida bestämningar av eventuella rörelser inom dessa himmelsobjekt. Dessa arbeten, särskilt det förstnämnda, utgjorde förebild för en hel rad senare arbeten av samma art. 
Under sina sista år studerade S. himlakropparnas strålning. Bland hans större arbeten från denna tid märks Untersuchungen über die Solarkonstante und die Temperatur der Sonnenphotosphäre (1908) samt de tillsammans med Johannes Wilsing utförda Untersuchungen an den Spektren der helleren Gasnebel (1905) och Temperaturbestimmung von 109 helleren Sternen aus spektral-photometrischen Beobachtungen (1909). Scheiners betydelse låg inom den astronomiska forskningens praktiska område. Han besatt där en ovanlig förmåga att genomskåda och bekämpa de olika svårigheter, som uppställde sig vid lösandet av en invecklad uppgift. För den matematiska sidan av problemens behandling hade han däremot mindre sinne. Scheiner utgav läroböcker och populärvetenskapliga verk. Mest bekanta är Die Spektralanalyse der Gestirne (1890), Die Photographie der Gestirne (1897) och Populäre Astrophysik (1908), vart och ett i sin art ett föregångsarbete.